# 乔瓦尼·范布隆克霍斯特
乔瓦尼·克里斯蒂安·范布隆克霍斯特（Giovanni Christiaan van Bronckhorst，1975年2月5日—）是一名已退役的荷蘭足球運動員，司職後衛。世界足壇最佳荷蘭巨星之一。
這名球員之前曾效力過多家著名球會，如飛燕諾、格拉斯哥流浪、阿仙奴等等。2003年巴塞羅那請來荷蘭人列卡特出掌球會教練，雲邦荷斯便在該年加盟巴塞羅那。在巴塞期間他不但贏得多屆西甲聯賽冠軍，還於2006年協助球會贏得歐冠杯。
雲邦荷斯早於1998年入選國家隊出戰世界杯，其後他亦出席了2000年、2004年、2008年三届歐洲國家盃。2006年世界盃荷兰队在十六強止步，2010年南非世界杯范布隆克霍斯特率队获得亚军。
作為後衛，雲邦荷斯並非僅僅擔任後衛，事實上他更能擔任左翼或打中場中路，不過無論在球會或國家隊，主要都是司職左後衛。除此之外，其外圍射術亦非常出色。

## 俱乐部生涯

### 格拉斯哥流浪
范布隆克霍斯特在98年签约格拉斯哥流浪时在国际舞台上已经有多次出色的表现。范布隆克霍斯特为流浪者总共打进 22 球，（13 粒联赛入球，3 粒蘇格蘭足總盃，1 粒苏格兰联赛杯，3 粒欧冠以及 2 粒歐洲足協盃），凭借他在中场娴熟的技术，他以 850 萬英鎊的身价在2001年转会阿仙奴。

### 阿森纳
温格购买了范布隆克霍斯特来填补离开以后的空缺，并且希望他和能在中场配合。可是在出场不过几个月以后，他因为十字韧带拉伤高挂免战牌。在他伤愈复出以后，他的位置早已经被维埃拉、等替代。不过他仍然随队获得了足总杯和联赛冠军的荣誉。

### 巴塞罗那
03-04赛季到来以后，范布隆克霍斯特获得了到巴塞隆拿大展拳脚的机会。在适应了左后卫的位置以后，他帮助巴塞罗那在下半赛季复活，并且以 4 个进球帮助巴塞罗那赢得了04-05赛季的西甲冠军。在05-06赛季，他复制了之前一屆的辉煌。在西班牙，他背后的球员名字是「Gio」，以区别与在阿森纳的「Van Bronckhorst」，他说只要他回到荷兰飛燕諾踢球，他为小球迷签名的时候就更加方便了。

### 飛燕諾
2007年雲邦荷斯正式重返荷蘭，加盟該國班霸飛燕諾。2010年7月，范布隆克霍斯特在参加完南非世界杯后宣布退役。

## 国家队生涯
范布隆克霍斯特早在1996年就进入了荷兰国家队，共计出场106次，包括2次世界杯和2次欧锦赛。
在2004年欧锦赛中，他帮助荷兰队闯入了半决赛，但是最终倒在了强大的葡萄牙面前。
在2006年德国世界杯八分之一决赛，荷兰对阵葡萄牙的比赛中，范布隆克霍斯特被红牌罚下（在本场比赛中共有4张红牌出现，创下世界记录）。有趣的是，他在被罚下以后，在赛场旁边与早先被红牌罚下的巴塞罗那队友，葡萄牙队中的面对面开始聊天起来。
2007年3月28日，他在对阵斯洛文尼亚的比赛中打入唯一入球，帮助荷兰锁定了2008年欧锦赛的参赛资格。此后，他跟随荷兰队参加了2008年欧锦赛，可惜小组赛表现出色的荷兰队，于8强淘汰赛中遭俄罗斯淘汰。本届欧锦赛之后，由于原队长宣告退役，范布隆克霍斯特接任其队长职务。
在2010年南非世界杯中，范布隆克霍斯特率领荷兰队进入决赛。在半决赛中，范布隆克霍斯特用一脚远射，首先为荷兰队得分。

## 教练生涯
2015年3月24日，费耶诺德俱乐部官网发表声明，2015-2016赛季范布隆克霍斯特将正式入主费耶诺德，成为球队新任主教练。
2020年1月4日，范布隆克霍斯特正式出任广州富力主教练一职，同年12月3日辞职。
2021年11月18日，蘇超格拉斯哥流浪隊官方宣佈雲邦賀斯成為球隊新帥。

## 外部連結
- 個人官方網站